# Вессман, Анна
Анна Вессман (швед. Anna Wessman; род. 9 октября 1989 года, Векшё) — шведская легкоатлетка, специализирующаяся в метании копья. Трёхкратная чемпионка Швеции (2011, 2015, 2016).

## Биография
Анна Вессман родилась 9 октября 1989 года в Векшё. С 2008 по 2010 год училась в Техасском университете в Эль-Пасо, США.
Дебютировала на международной арене в 2007 году на чемпионате Европы среди юниоров. На национальных соревнованиях представляет клуб «IFK Växjö».
В 2009 году стала бронзовым призёром чемпионата Европы среди молодёжи.
В 2011 и 2016 годах побеждала на соревнованиях «Finnkampen».
В 2017 году за свои спортивные достижения была награждена знаком Федерации лёгкой атлетики Швеции.

## Основные результаты
| Год  | Соревнования                    | Место проведения                     | Место  | Результат |
| ---- | ------------------------------- | ------------------------------------ | ------ | --------- |
| 2007 | Чемпионат Европы среди юниоров  | Хенгело, Нидерланды                  | 6      | 50,72 м   |
| 2008 | Чемпионат мира среди юниоров    | Быдгощ, Польша                       | 7      | 54,12 м   |
| 2009 | Чемпионат Европы среди молодёжи | Каунас, Литва                        | 3      | 55,91 м   |
| 2011 | Чемпионат Европы среди молодёжи | Острава, Чехия                       | 6      | 55,50 м   |
| 2012 | Кубок Европы по зимним метаниям | Бар, Черногория                      | 11     | 54,17 м   |
| 2015 | Летняя Универсиада              | Кванджу, Республика Корея            | 4      | 58,34 м   |
| 2016 | Кубок Европы по метаниям        | Арад, Румыния                        | 5      | 58,55 м   |
| 2016 | Чемпионат Европы                | Амстердам, Нидерланды                | 24 (q) | 54,02 м   |
| 2017 | Кубок Европы по метаниям        | Лас-Пальмас-де-Гран-Канария, Испания | 19     | 57,40 м   |